# Samsung Galaxy Pocket Neo
Samsung Galaxy Pocket Neo (GT-S5310/GT-S5312) — Android-смартфон производства Samsung. О нем было объявлено в марте 2013 года и выпущено в мае 2013 года в качестве преемника Samsung Galaxy Pocket Plus. Телефон по-прежнему бюджетный, с большим 3-дюймовым дисплеем. Его характеристики аналогичны характеристикам Samsung Galaxy Pocket Plus, за исключением незначительных обновлений, таких как операционная система Android 4.1.2 Jelly Bean и размер дисплея. Samsung Galaxy Pocket Neo, как и его предшественники, по-прежнему позиционируется как «удобный для карманов», потому что его можно легко положить в карман, несмотря на больший размер.

## Характеристики

### Дизайн
Samsung Galaxy Pocket Neo выполнен из пластика. Он имеет 3,0-дюймовый дисплей; на верхней панели дисплея есть логотип Samsung, динамик и датчики, а на нижней панели дисплея есть физическая кнопка «Домой» и две емкостные кнопки (кнопки меню и возврата). На боковой раме; слева — качелька громкости, справа — кнопка включения, внизу — порт microUSB и отверстие для микрофона, вверху — разъем для наушников 3,5 мм. На задней панели есть камера заднего вида и динамик; в телефоне нет светодиодной вспышки. Задняя крышка съемная; при снятии задней крышки открывается съемный аккумулятор, слот для карты microSD и слот для SIM-карты.
Его размеры 105 х 57,8 х 11,8 мм, а вес 100 грамм. Он доступен в белом и сером цветах.

### Аппаратное обеспечение
Samsung Galaxy Pocket Neo оснащен системой на кристалле Broadcom BCM21654/G с одноядерным процессором ARM Cortex-A9 с частотой 850 МГц. Он поставляется с 512 МБ оперативной памяти и 4 ГБ встроенной памяти, которую можно расширить до 32 ГБ с помощью карты microSD. Он оснащен 3-дюймовым ЖК-дисплеем TFT с разрешением QVGA (240x320 пикселей) и плотностью пикселей 133 ppi. Он имеет съемный литий-ионный аккумулятор емкостью 1200 мАч. Варианты подключения включают 3G, Wi-Fi 802.11 b/g/n, Bluetooth 4.0, GPS и ГЛОНАСС. Он также оснащен 2-мегапиксельной задней камерой и может записывать видео с разрешением 320x240 пикселей со скоростью 15 кадров в секунду.

### Программное обеспечение
Телефон работает на Android 4.1.2 Jelly Bean с пользовательским интерфейсом Samsung TouchWiz Nature UX. Он также включает приложение Social Hub, которое объединяет все учетные записи, зарегистрированные на телефоне, в одном приложении.